# 李德能
李德能（英語：Li Tak Nang，1960年10月4日—），是香港足球評述員，亦曾是香港賽馬會媒介傳訊經理、香港康體發展局體育資訊經理。他是體育評述員何鑑江的徒弟。另外擔任2019年至2021年香港足球總會裁判委員會成員。李德能在1980年代中於香港電台同步擔任廣播劇演員及廣播節目主持。後來多作足球評述。

## 背景

### 早年生活
1960年，李德能在廣華醫院出生，早年在九龍東頭邨成長。由於護士聽不懂李母想為兒子取的名字，於是為她作主取名為「李德能」。李德能小時候經常流連九龍寨城龍津道青少年中心。他有一兄二妹，父親在土瓜灣的搪瓷廠當製作工人。在求學階段，他曾就讀至德公立學校及旅港開平商會中學（1973年創校第一批入學生；1978年中五、1980年中七）。本來小學成績一般的他於中二年級才開始力求上進。中五畢業前當過班會主席和校內籃球隊兼排球隊成員。此外，中六時參與過《傲慢與偏見》的話劇演出。
李德能擅於學習經濟與公共事務科，中五時受到日本在第二次世界大戰後，經濟復甦快速的社會情況影響而決定將來修讀經濟學系。雖然在香港中學會考經濟與公共事務科中取得B級等第，然而報考香港高級程度會考的時候只取得C級，結果不能夠以優異成績報讀香港大學或香港中文大學的相關學系。當時他聽聞香港浸會學院傳理系的聲譽不錯，便前去選擇報讀。通過面試後獲取錄入讀香港浸會大學傳理系，副修英文新聞，與香港記者協會主席楊健興及電影導演邱禮濤為同系同學。在讀大專三年級期間已任《財經日報》兼職記者。同時因喜歡劇劇世界而一直都參演舞台劇。

### 個人事業
1984年畢業後，李德能仍然為《財經日報》撰寫專題報導。《財經日報》報社當年計劃創立月刊，他本來於旅行回來後協助創刊。未幾獲傳理系同學介紹認識香港電台廣播劇組監製李安求而得到試音機會，加入香港電台，起初加入廣播劇組擔任合約制編劇與演員，比如於1989年改編於梨華小說《傅家的兒女們》，更擔任男主角聲演作品。在劇組工作時期，他已於1984年中因人手不足被何鑑江邀請協助製作八四年洛杉磯奧運會節目，自此接觸更多香港電台第一台的體育節目，主持「活力五線譜」、「體育雜誌」、「體壇快訊」等。1985年正式加入電台公務員行列。1986年起任足球評述員。
1989年，未滿三十歲的李德能已在數年間由一般主持晉升至助理節目主任，再擢升為節目主任。基於不習慣升職過程太快，加上想向外闖，最後決定離開香港電台，並在邱德根邀請下轉投亞洲電視當行政人員，負責監察電視條例及守則科，兩年後重投幕前。1990年被亞洲電視副總裁勞翰貽借調作1990年國際足協世界盃決賽評述，與林尚義及賴汝正合作。同期參與製作賽馬節目。其後在1991年兼職無綫電視評述員，1993年服務香港有線電視。與此同時經營自己的公關公司，為時四年。1994年至1995年間得到陳尚來邀請到廣州為衛視體育台作國語足球評述。
1995年，李德能轉任香港康體發展局體育資訊經理。同年6月為香港蘋果日報撰寫體育版專欄「論盡論盡」。在香港電台任足球評述員多年，李德能的主力拍擋有何鑑江、何靜江，且於亞洲電視擔任世界盃評述員。2000年代則繼續在香港有線電視評述足球，以評述意甲為主，亦間中客串評述德甲。又擔任足球節目如「世界盃啟示錄」的主持人，定期於《香港蘋果日報》及《香港經濟日報》撰寫足球文章。期間在香港賽馬會出任公眾事務部媒介傳訊經理一職（2003年履新）。2000年和2004年，他擔任過殘疾人奧運香港代表團助理團長。2008年為香港有線電視主持奧運節目《德能O SHOW》，而且推出奧運有關書籍《金牌背後》。
現時，李德能擔任香港賽馬會公司品牌高級經理（體育及社區項目），偶爾為東網評述香港超級聯賽，也為《足球周刊》撰文。自小喜歡踢足球的他還曾被委任為民政事務局大型體育活動事務委員會委員（2015年至2020年）及足球專責小組委員。

## 著作
- 《金牌背後》經濟日報出版社 ISBN 9789626785126 ，2008年4月出版
- 《我的香港足球綠皮書》三聯書店 ISBN 9789620446818 ，2020年7月出版

## 電台
※粗體表示的角色為作品中的主角或要角

### 廣播劇
香港電台
| 播出年份 | 作品名稱             | 播演角色                                      | 備註                                                                                               |
| -------- | -------------------- | --------------------------------------------- | -------------------------------------------------------------------------------------------------- |
| 1984     | 中華五千年           | 班勇                                          | 香港電台歷史廣播劇 第073集：【投筆從戎】（页面存档备份，存于）                                     |
| 1984     | 中華五千年           | 陳紀                                          | 第084集：【陳寔教子】（页面存档备份，存于）                                                        |
| 1985     | 中華五千年           | 關平                                          | 第095集：【白帝城托孤】（页面存档备份，存于）                                                      |
| 1985     | 中華五千年           | 嵇紹                                          | 第105集：【八王之亂】（页面存档备份，存于）                                                        |
| 1985     | 中華五千年           | 東晉元帝司馬睿                                | 第108 - 110集 第108集：【偏安江左】（页面存档备份，存于）                                          |
| 1985     | 中華五千年           | 前秦苻堅                                      | 第115 - 117集 第116集：【淝水之戰】（页面存档备份，存于）                                          |
| 1985     | 中華五千年           | 張暢                                          | 第130集：【北魏南侵】（页面存档备份，存于）                                                        |
| 1985     | 中華五千年           | 南朝宋孝武帝劉駿                              | 第132集：【廢帝荒淫】（页面存档备份，存于）                                                        |
| 1985     | 中華五千年           | 尉景                                          | 第139集：【六鎮兵變】（页面存档备份，存于）                                                        |
| 1985     | 迷離幻境之煤礦亡魂   | 玉川                                          | |
| 1985     | 迷離幻境之王六郎     | 漁夫甲                                        | |
| 1985     | 迷離幻境之鬼上身     | 阿偉                                          | |
| 1985     | 緣                   | Billy                                         | 林燕妮小說                                                                                         |
| 1985     | 暝色入高樓           | 戴芬奇                                        | 白洛原著 1985年4月8日-26日，逢星期一至五上午10點〈城市故事〉                                       |
| 1986     | 中華五千年           | 王僧辯                                        | 香港電台歷史廣播劇 第146-147回                                                                     |
| 1986     | 中華五千年           | 鄭譯                                          | 第151回                                                                                            |
| 1986     | 中華五千年           | 楊尚希                                        | 第153回                                                                                            |
| 1986     | 中華五千年           | 竇建德                                        | 第160回                                                                                            |
| 1986     | 中華五千年           | 突厥頡利可汗                                  | 第162回                                                                                            |
| 1986     | 中華五千年           | 李道宗                                        | 第166、168回                                                                                       |
| 1986     | 中華五千年           | 唐睿宗                                        | 第176、181-183回                                                                                   |
| 1986     | 中華五千年           | 孫萬榮                                        | 第177回                                                                                            |
| 1986     | 中華五千年           | 楊國忠                                        | 第187、189-191回                                                                                   |
| 1986     | 中華五千年           | 史朝義                                        | 第194回                                                                                            |
| 1987     | 中華五千年           | 李承宏                                        | 第199回                                                                                            |
| 1987     | 中華五千年           | 宰相李德裕                                    | 第211-217回                                                                                        |
| 1987     | 蝶神                 | 約瑟夫                                        | 張君默小說 按此播放YouTube上的《蝶神》第3-4回                                                      |
| 1988     | 神探福爾摩之緣盡今宵 | 菲臘黃（第二、三回） 油脂成（第六、八至九回） | 張君默原著 YouTube上的《神探福爾摩之緣盡今宵》第1-2回                                              |
| 1988     | 水仙                 | 朱先生                                        | 林燕妮小說改編                                                                                     |
| 1988     | 中華五千年           | 王欽若                                        | 香港電台歷史廣播劇 第278回：【寇準罷相】（页面存档备份，存于）                                     |
| 1989     | 中華五千年           | 遼道宗                                        | 第300-301回                                                                                        |
| 1989     | 中華五千年           | 耶律大石                                      | 第317-318回                                                                                        |
| 1989     | 中華五千年           | 曲端                                          | 第326回：【張浚抗金】（页面存档备份，存于）                                                        |
| 1989     | 芳草無情             | 孫世功                                        | 梁鳳儀小說 按此播放YouTube上的【芳草無情】第1集 (全10集)                                           |
| 1989     | 傅家的兒女們         | 傅如傑                                        | 香港電台女作家文學劇場 於梨華小說                                                                  |
| 1990     | 中華五千年           | 元太祖成吉思汗                                | 香港電台歷史廣播劇 第354-371回                                                                     |
| 1991     | 中華五千年           | 明太祖朱元璋                                  | 第428-449回                                                                                        |
| 1991     | 美國月亮             | 陶敏士                                        | 曹又方原著 按此播放【第一回（页面存档备份，存于）】                                                |
| 1993     | 中華五千年           | 清太宗皇太極                                  | 香港電台歷史廣播劇（页面存档备份，存于） 第530-545回 第540回：【皇太極繼位】（页面存档备份，存于） |

## 外部連結
- 李德能的新浪微博
- 德能私家咪（页面存档备份，存于）